# Rebecca Huyleur
Rebecca Huyleur (* 29. Juli 1992 in Atlanta, Georgia, USA) ist eine deutsche Fußballspielerin.

## Karriere
In Atlanta geboren siedelte Huyleur dreijährig mit ihrer Familie nach Deutschland zu den Großeltern über. Durch Freunde und den Umstand in der Nähe eines Fußballplatzes aufgewachsen zu sein, gelangte Huyleur zum Fußball und begann sechsjährig (bis zur C-Jugend gemeinsam mit Jungen) beim FC Oberau; für den sie neun Spielzeiten aktiv war. Vom 15. bis 17. Lebensjahr spielte sie für die zweite Mannschaft des FFC Wacker München in der Landesliga. Zur Saison 2009/10 stieg sie in die erste Mannschaft auf und absolvierte bis Saisonende 2011 19 Spiele (2 Tore) in der 2. Bundesliga. Ihr Debüt gab sie am 20. September 2009 (1. Spieltag) bei der 2:5-Niederlage im Auswärtsspiel gegen den TSV Crailsheim; ihr erstes Ligator erzielte sie am 18. Oktober 2009 (5. Spieltag) mit dem Führungstreffer zum 1:0 bei der 1:2-Niederlage beim SC Sand.
In der Winterpause der Saison 2010/11 verpflichtete sie der FC Bayern München, für dessen zweite Mannschaft sie fünfmal in der Rückrunde zum Einsatz kam und half die Spielklasse zu halten. Vom 23. April bis 21. Mai 2011 nahm Huyleur mit der Bundesligamannschaft am Bundesliga-Cup teil, den sie mit der Mannschaft gegen den Deutschen Meister 1. FFC Turbine Potsdam mit 2:1 gewann. Am 11. März 2012 (14. Spieltag) debütierte sie in der Bundesliga, als sie bei der 0:3-Niederlage im Auswärtsspiel gegen den VfL Wolfsburg zur zweiten Halbzeit für Clara Schöne eingewechselt wurde. Ihr erstes Bundesligator erzielte sie am 25. März 2012 (16. Spieltag) beim 3:1-Sieg im Auswärtsspiel gegen den FF USV Jena mit dem Treffer zum zwischenzeitlichen 2:1 in der 85. Minute. Nachdem im Sommer 2014 ihr Vertrag zum Ende der Saison 2013/14 beim Bundesligisten FC Bayern München ausgelaufen war, kehrte sie zum FFC Wacker München zurück. Nachdem sie 18 Punktspiele bestritten und ein Tor – zwischenzeitlich auch drei Tore in drei Punktspielen für die zweite Mannschaft – erzielt hatte, wechselte sie zur Folgesaison zum SV 29 Kempten in die Bezirksoberliga Schwaben; gleich am ersten Spieltag, am 12. September 2015, gelangen ihr bei ihrem Debüt zwei Tore beim 5:1-Sieg im Heimspiel gegen die DJK Breitental. Mit 10 Toren in 15 von 18 Punktspielen trug sie am Saisonende zur Bezirksoberligameisterschaft im Bezirk Schwaben und zum Aufstieg in die Landesliga Süd bei. Zur Saison 2017/18 wechselte sie zum Bezirksligisten FC Oberau, bei dem sie 1998 mit dem Fußballspielen begonnen hatte.

## Erfolge
- DFB-Pokal-Siegerin 2012
- Bundesliga-Cup-Siegerin 2011

## Sonstiges
Nach ihrer Eheschließung nahm sie den Namen Schelling an und bekleidet seit 1. November 2017 den Managerposten der Frauenfußballabteilung des FC Oberau.